# ジュテーム (坪倉唯子の曲)
「ジュテーム」は、坪倉唯子の4枚目のシングル。1993年1月27日にBMGルームス / Rhisomeから発売された。

## 概要
- 表題曲は日本テレビ系テレビドラマ『ジェラシー』のエンディングテーマに起用された[1]。
- シングルに続いて、同年4月には表題曲をタイトル曲とするアルバム『ジュテーム』もリリースされた。
- 1993年2月26日に『ミュージックステーション』に出演した際[2]、坪倉がボーカルを担当しているB.B.クィーンズとしても出演していたことから[注 1]、同じ衣装のまま「ジュテーム」を披露した。

## 収録曲
1. ジュテーム
作詞：大津あきら　作曲：織田哲郎　編曲：池田大介
  - 日本テレビ系水曜ドラマ『ジェラシー』エンディングテーマ
2. Who's playing my part?
作詞：小田佳奈子　作曲：寺尾広　編曲：池田大介
3. ジュテーム (inst.)

## レコーディング参加
- 増崎孝司（DIMENSION） - ギター
- 小野塚晃（DIMENSION） - ピアノ